# 李湘豫
李湘豫（1970年7月—），侗族，中华人民共和国政治人物，湖南芷江人。1991年毕业于河南大学中文系，1991年12月参加工作，1994年4月加入中国共产党。

## 生平
2020年3月担任河南省民族宗教事务委员会主任兼党委书记，同年12月接替侯红任开封市代理市长，2021年2月任开封市市长。他也是河南省第十三届人民代表大会代表。
2024年3月，李湘豫转任中共商丘市委书记。